# Купко Григорій Володимирович
Григорій Володимирович Купко  (7 травня 1921 — ?) — український радянський спортсмен та тренер з кульової стрільби. Заслужений майстер спорту СРСР (1952). Заслужений тренер УРСР (1982).

## Біографія
Народився 7 травня 1921 року в Києві. Дитинство провів у Прилуках, де захопився спортивною гімнастикою, якою займався до початку німецько-радянської війни. 
З 1938 року навчався в Московському інституті інженерів залізничного транспорту, але і його не встиг закінчити через війну.
Чемпіон всесоюзної першості спортивного товариства «Локомотив» зі спортивної гімнастики у 1941 році.
На початковому етапі війни був задіяний на будівництвах загороджувальних укріплень в Смоленській області. У 1942 році був направлений в піхотне училище, після закінчення якого став командиром взводу. Ставши курсантом, добре засвоїв прийоми стрільби і вже після закінчення війни зайнявся кульовою стрільбою як спортивною дисципліною.
Став дворазовим чемпіоном і бронзовим призером чемпіонату світу зі стрільби 1954 року, багаторазовим переможцем і рекордсменом першостей СРСР з кульової стрільби. Купко був членом і капітаном збірної команди СРСР з кульової стрільби в 1950-х роках. Тренувався у Г. Онисимова, виступав за київський СКА, де після закінчення спортивної кар'єри став тренером і працював куратором зі стрільби (1962—1972 роки).
На тренерській посаді підготував численний ряд спортсменів, серед яких щонайменше двоє Заслужених майстри спорту СРСР: В. Романенка та Ф. Пузиря.